# Burmakino (obwód kirowski)
Burmakino (ros. Бурмакино) – wieś (sieło) w Rosji, w obwodzie kirowskim, w rejonie kirowo-czepieckim. W 2010 liczyła 1272 mieszkańców.